# Praça do Obradoiro
A Praça do Obradoiro (em galego: Praza do Obradoiro; em castelhano: Plaza del Obradoiro) é a principal e mais famosa praça da cidade de Santiago de Compostela, capital da Galiza. Ali se encontram os edifícios mais emblemáticos da cidade. A fachada mais famosa da catedral, construída por cima do primitivo Pórtico da Glória românico, ocupa o lado oriental da praça. Em frente dela está o Paço de Raxoi, a sede do governo galego (Junta da Galiza) e do município compostelano. O lado norte é ocupado pelo Hospital dos Reis Católicos e no lado oposto, a sul, encontra-se o Colégio de São Jerónimo.
A extensa praça é o ponto de encontro dos peregrinos que fazem o Caminho de Santiago, o qual termina com visita do túmulo do apóstolo Santiago Maior na catedral. É também local habitual das manifestações políticas, como as ocorridas em maio de 2009 em prol do uso da língua galega.

## Fontes

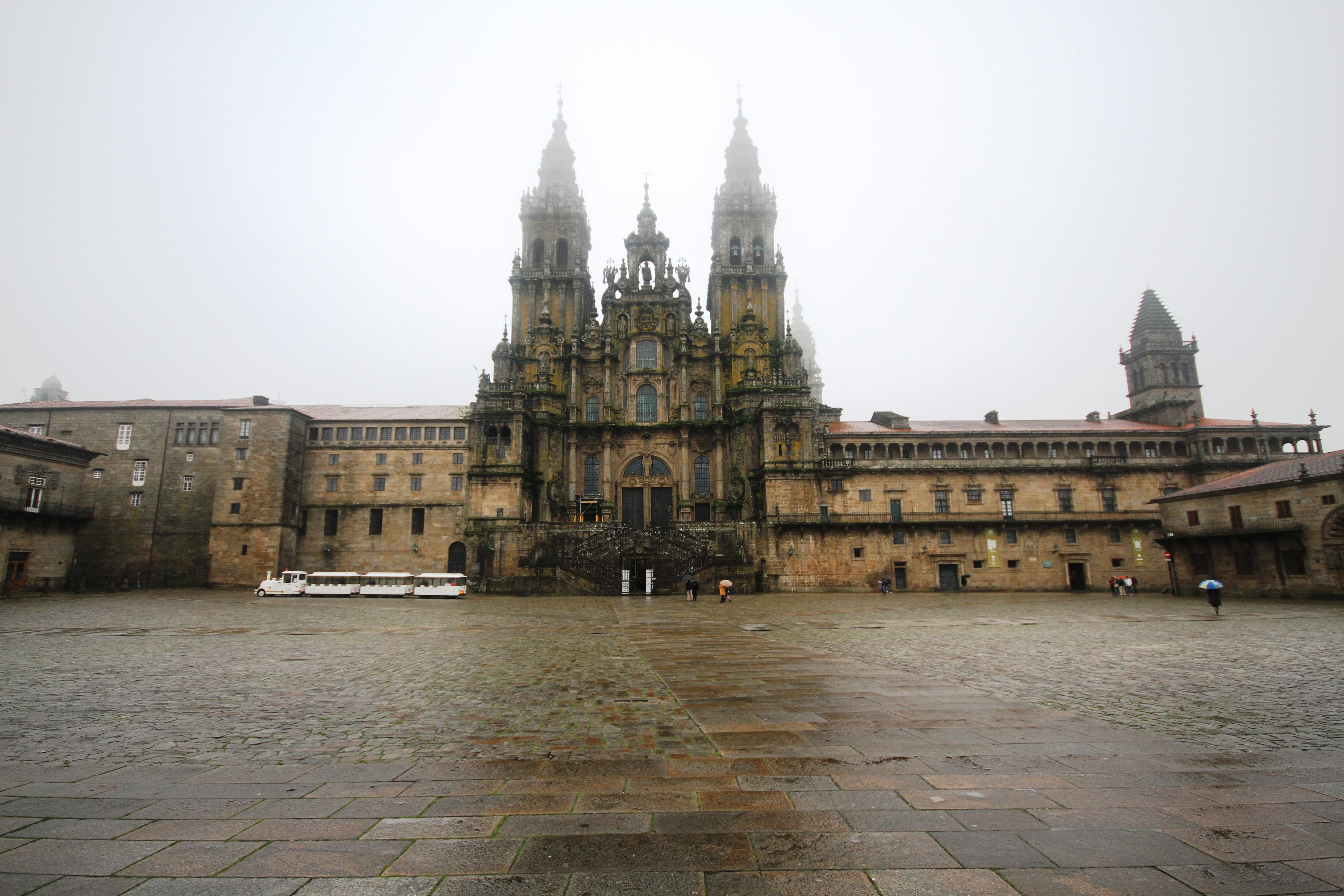
A praça e a fachada do Obradoiro da catedral vistas do Paço de Raxoi